# HD 34445
HD 34445 är en ensam stjärna belägen i den mellersta delen av stjärnbilden Orion. Den har en  skenbar magnitud av ca 7,31 och kräver åtminstone en stark handkikare för att kunna observeras. Baserat på parallax enligt Gaia Data Release 2 på ca 21,7 mas, beräknas den befinna sig på ett avstånd på ca 150 ljusår (ca 46 parsek) från solen. Den rör sig närmare solen med en heliocentrisk radialhastighet på ca -79 km/s.

## Egenskaper
HD 34445 är en gul till vit stjärna i huvudserien av spektralklass G0 V. Den har en massa som är ca 1,1 solmassor, en radie som är ca 1,4 solradier och har ca 2 gånger solens utstrålning av energi från dess fotosfär vid en effektiv temperatur av ca 5 800 K.

## Planetsystem
År 2004 upptäcktes en gasjätteplanet i omloppsbana runt HD 34445, men det var först 2009 som exoplaneten bekräftades. År 2017 hittades ytterligare fem planeter. Alla har minimimassor som är betydligt större än jordens, mellan 16,8 och 200,0 jordmassor.
| Planet | Massa               | Halv storaxel (AE) | Siderisk omloppstid (d) | Excentricitet | Inklination | Radie |
| ------ | ------------------- | ------------------ | ----------------------- | ------------- | ----------- | ----- |
| e      | ≥0,0529 ± 0,0089 MJ | 0,2687 ± 0,0019    | 49,175 ± 0,045          | 0,090± 0,062  | -           | -     |
| d      | ≥0,097 ± 0,13 MJ    | 0,4817 ± 0,0033    | 117,87± 0,18            | 0,027 ± 0,051 | -           | -     |
| c      | ≥0,168 ± 0,016 MJ   | 0,7181 ± 0,0049    | 214,67 ± 0,45           | 0,036 ± 0,071 | -           | -     |
| f      | ≥0,119 ± 0,021 MJ   | 1,543 ± 0,016      | 676,8 ± 7,9             | 0,031 ± 0,057 | -           | -     |
| b      | ≥0,629 ± 0,028 MJ   | 2,075 ± 0,016      | 1 056,7 ± 4,7           | 0,014 ± 0,035 | -           | -     |
| g      | ≥0,38 ± 0,13 MJ     | 6,36 ± 1,02        | 5 700 ± 1 500           | 0,032 ± 0,080 | -           | -     |